# Aleiodes depanochora
Aleiodes depanochora är en stekelart som beskrevs av Van Achterberg 1995. Aleiodes depanochora ingår i släktet Aleiodes och familjen bracksteklar. Inga underarter finns listade i Catalogue of Life.